# Черкаський річковий порт
Черка́ський річковий порт — підприємство галузі річкового транспорту. Розташоване на Дніпрі у Черкасах.

## Історія
До 1961 року тут діяла річкова пристань, пізніше перетворена на річковий порт. Вантажі, які йшли через нього, призначалися перш за все для будівництва міста й області, тому вантажообіг був невеликим. Ситуація змінилася з 1986 року, коли через порт пішов до В'єтнаму й Індії черкаський карбамід. Порт також почав перевалку лісу до Туреччини, черкаського торфу — до Франції. У 1990-х роках через порт до Черкаського цукрово-рафінадного заводу баржами доставляли цукрову тростину з Бразилії, яку потім переробляли на цукор.
1996 року було створено відкрите акціонерне товариство «Черкаський річковий порт».

## Виробничі потужності
Розміщення: 725 кілометр від гирла Дніпра.
Тривалість навігації: з 15 квітня по 15 листопада.
Режим плавання: порт приймає самохідні вантажні трюмні судна типу «річка — море» вантажопідйомністю до 3000 тон, річкові суду місткістю 600—2000 тон. Акваторія порту захищена хвилезахисною дамбою — молом. Захід суден в акваторію порту здійснюється через верхній вхід протягом всієї навігації.
Радіозв'язок: викличний канал — 5; робочий канал — 5.
Пасажирський перевантажувальний комплекс: Черкаський річковий вокзал. Перевезення в основному здійснюються на місцевих лініях.
Залізничне сполучення з коліями ПрАТ "Київ-Дніпровське МППЗТ" з подальшим виходом на ст. Черкаси.
Бункерування: паливно-мастильними матеріалами (за попередньою заявкою на подачу бензовозу до причалу) та питною водою. Можливий малий ремонт суден.

## Керівництво
- Кадірова Валентина Всеволодівна